# Luandas historia
| Luandas historia |
| --- |
| Luanda 1883. - Medeltid – Ilha de Luanda tillhörde kungariket Ndongo. En vasallstat till Kongoriket. - Portugisiskt styre – Paolo Dias de Novais grundade staden Luanda år 1575. - Självständigt Angola – Agostinho Neto utropade den självständiga staten Angola i Luanda den 11 november 1975. |

Luandas historia börjar 1483. Den portugisiske sjöfararen Diogo Cão var den förste europén som utforskade den afrikanska kusten söder om Kongofloden. Ön Ilha de Luanda cirka 320 kilometer söder om Kongofloden låg i kungariket Ndongo, ett vasallrike till det mäktiga Kongoriket. Staden grundades 1576 av Paolo Dias de Novais och blev administrativt centrum för den portugisiska kolonin 1627 med namnet São Paulo da Assunção de Loanda. Staden är huvudstad för Mbundufolket, som har sina rötter i omgivningarna. Luandas hamn är den största i landet och var centrum för export av slavar till Brasilien. När slavtrafiken förbjöds 1836 öppnades hamnen för andra rederier än de portugisiska.

## Bakgrund
Redan 1471 hade öarna São Tomé och Principe i östra Guineabukten upptäckts av portugisiska sjöfarare och annekterats av kung Alfons. Ögruppen var obebodd och från 1490-talet skickade Portugal dit kriminella fångar och oönskade judar. Dessa nybyggare började anlägga sockerrörsplantage och importerade slavar från Benin som arbetskraft.

### Angolanska kusten utforskas

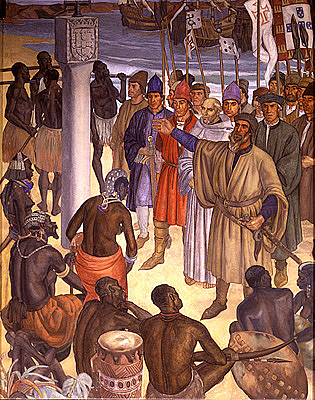
Diogo Cão.

När Diogo Cão anlände till Kongoflodens mynning möttes han av lokala hövdingar från Kongoriket som bildats redan på 1300-talet. Riket sträckte sig från Atlantkusten med Kongofloden i norr och Dandefloden i söder till Kwangofloden i öster, ett område större än Svealand och Götaland tillsammans. Den sydvästra gränsen låg 30 kilometer från Luanda.
Diogo Cão gjorde en andra resa 1484–86 och utforskade Angolas kust ner till Cape Cross Namibia. Han upptäckte en rad fiskebyar, bland annat Ilha de Luanda.

### Kongoriket
Kongoriket styrdes av en kung som hade sex hövdingar under sig i var sin ”provins”. Huvudstaden var Mbanza-Kongo och den låg på en hög, platt kulle söder om den nuvarande gränsen mellan Angola och Kongo.
När portugiserna landsteg vid Kongofloden blev de väl mottagna och fördes till Mbanza Kongo. De inledde ett fredligt samarbete med kung Nzinga a Nkuwu. Både kungen och dennes son lät sig döpas 1491 och antog europeiska namn, João och Afonso. 1506 dog João I av Kongo och Afonso kallades till Mbanza-Kongo och valdes till kung. Han införde kristendomen som statsreligion, lärde sig portugisiska och välkomnade europeiska affärsmän och missionärer.

## Luanda grundas
Under 1530-talet byggde portugiserna en handelsstation på Ilha de Luanda. Lokala hövdingar levererade krigsfångar som såldes vidare som slavar. Portugiser betalade med vapen, alkohol och diverse lyxartiklar.
På 1560-talet anlände jesuiter till Ilha de Luanda och gav sig in i landet för att starta katolska missioner.

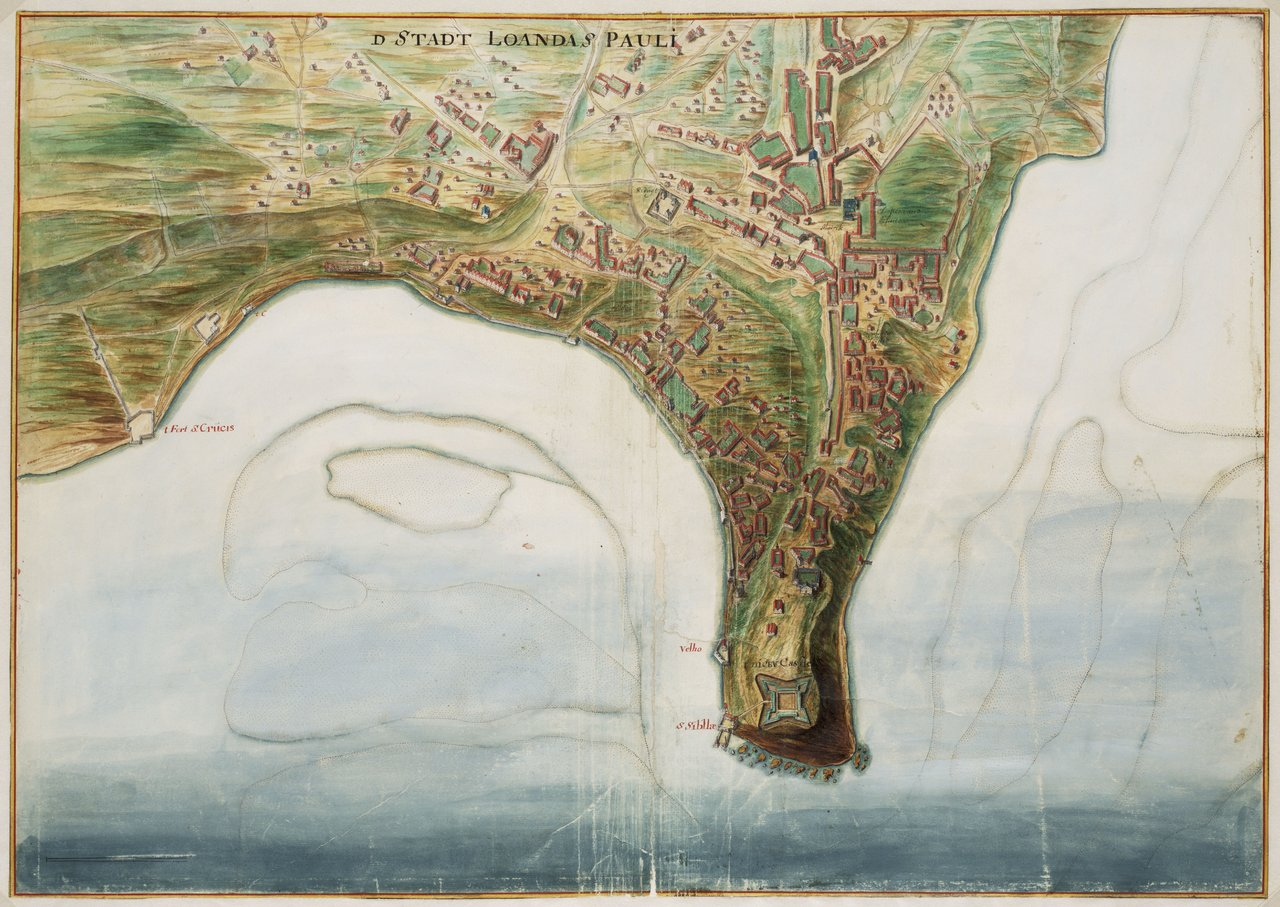
Karta över Luanda tidigt 1700-tal.

År 1575 utrustade Paulo Dias de Novais en expedition med två galeoner och två karaveller, som förde med sig 400 nybyggare, 100 soldater och några katolska präster till lagunen vid Ilha de Luanda. Novais hade fått kunglig koncession för att kolonisera Angola, under förutsättning att han själv stod för kostnaderna.
Nybyggarna flyttade in till fastlandet året därpå och São Miguels fästning började byggas. Ett av deras fartyg utforskade kusten och upptäckte floderna Bengo 20 kilometer norr om Ilha de Luanda och Kwanza 60 kilometer söderut.
Luanda fick stadsrättigheter 1605 och blev en stad med namnet São Paulo da Assunção de Loanda.

## Relationer med Ndongoriket
Novais ville samarbeta med Ngola av Ndongo, som hotades av Imbangalakrigare. Novais lånade därför ut soldater deltog i försvaret av Ndongo.
Guvernörer i Angola allierade sig med Imbangala och Portugal erövrade flera områden öster om Luanda. Imbangala blev en stor leverantör av krigsfångar, som blev slavar åt portugisiska nybyggare eller exporterades till São Tomé. Broder Luis Brandão, chef för Jesuitkollegiet i Luanda skrev till en kollega i Portugal som hade ifrågasatt om förslavandet av Angolas ursprungsfolk var lagligt: Vi har varit här i 40 år och många lärda män har besökt Luanda och provinsen Brasilien. Ingen har ifrågasatt om handeln var laglig och Portugal har konverterat infödingarna till kristendomen.
År 1617 utsågs Vasconcelos till guvernör i Angola och flyttade in i den nybyggda fästningen São Miguel. Kriget mot Ndongo återupptogs och med hjälp av Imbangala invaderades Ndongos huvudstad. Ngola Mbandi flydde och tusentals invånare blev krigsfångar och exporterades från Luanda som slavar. Under fyra år fångades 50 000 angolaner och Luanda blev den viktigaste exporthamnen för människohandel till Brasilien och Västindien.

### Fredskonferens i Luanda
År 1622 skickade Ngola Mbandi sin syster Nzinga som fredsambassadör till Luanda. Den portugisiska kolonin ville ha fred och Nzinga visade sig vara en skicklig förhandlare. Hennes motpart var João de Sousa och ambassadören konverterade till kristendomen och lade till Ana de Sousa till sitt namn. Två år senare dog Ngola Mbandi och Nzinga besteg Ndongas tron i sin sons namn.
Portugiserna bryter fredsavtalet efter ett år och attackerar Ndongo. Nzinga Ana de Sousa tvingades fly österut och blev drottning av Matamba.

## Nederländska Västindiska Kompaniet
Nederländska Västindiska Kompaniet, WIC, bildades 1602 och ledde till ett långvarigt krig till sjöss mellan Nederländerna och Portugal. Länderna konkurrerade om handeln med slavar från Afrika och kryddor från Sydostasien. WIC gjorde tidigt upp en plan för att erövra portugisiska handelsstäder i Västafrika och södra Afrika.
År 1624 försökte en holländsk eskader om sju skepp under befäl av amiral Piet Hein erövra Luanda. Men garnisonen var förvarnad och hade förstärkt artilleriet på fästningen São Michel. Piet Heins fartyg sänktes eller skadades.
År 1641 kom en ny eskader under befäl av den holländske amiralen Cornelis Jol och erövrade Luanda. Nederländerna tog kontroll över staden skapade basen Afrika Syd för fartyg på väg runt Godahoppsudden på resa till Indien. 
Drottning Ngola Nzinga i Matambe bjöd in holländarna till en allians mot portugiserna, som hon funnit vara brutala och opålitliga.
År 1647 fick den portugisiska garnisonen förstärkning från Brasilien. Den portugisiske amiralen Salvador de Sá anlände med en stor flotta och återerövrade både São Tomé och Luanda.

## 1800-talet
År 1836 förbjöds handel med slavar och Luandas ekonomi stagnerade. Men redan efter några år började andra varor exporteras, såsom palmolja, timmer, elfenben, bomull, kaffe och tobak. Hamnen i Luanda öppnades för utländska rederier och stadens ekonomi sköt i höjden och företag inom handel ökade kraftigt. De koloniala myndigheterna investerade i hamnar och järnvägar. Luanda blev en av de mest utvecklade städerna i det portugisiska imperiet.

### Infrastruktur

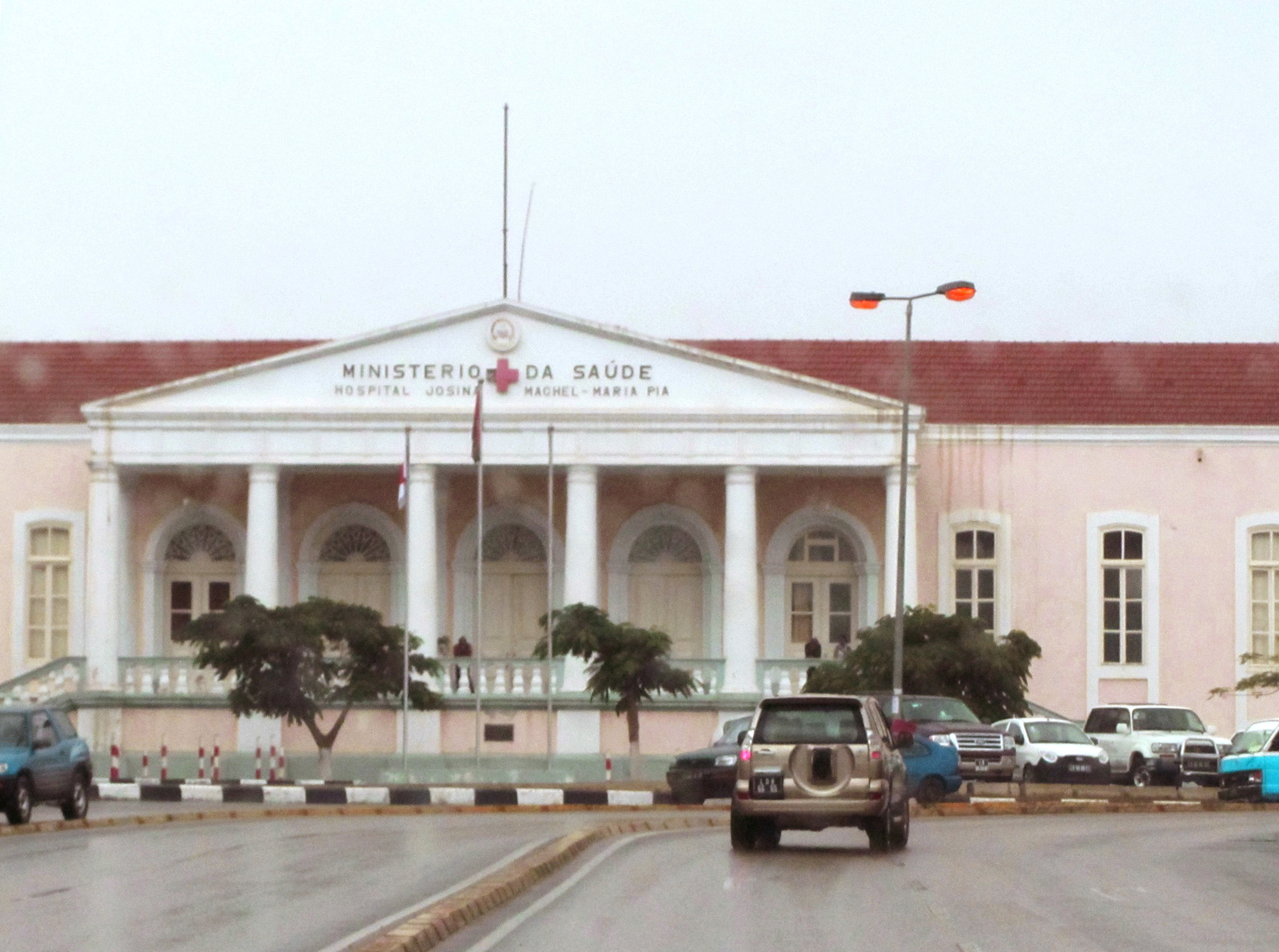
Luanda Hospital Josina Machel.

Mellan 1865 och 1883 byggdes flera offentliga byggnader i nyklassisk stil, bland annat sjukhuset Dona Maria Pia. Byggnaden har renoverats i slutet av 1900-talet är säte för hälsoministeriet.
På 1880-talet byggdes en akvedukt till Luandas centrum och invigdes av generalguvernör Brito Capelo. Därmed löstes ett stort hälsoproblem och Luanda började växa.
År 1899 invigdes Luandas järnväg, som i första etappen gick till Golungo Alto i kaffedistriktet för att sedan byggas ut till Malange. Järnvägen blev väsentlig för den portugisiska ekonomin i Angola.

## 1900-talet

### Revolt i Luanda
I den 22 januari 1961 kapades den portugisiska lyxångaren Santa Maria i Västindien. Den portugisiske armékaptenen Henrique Galvão ville få världens uppmärksamhet på situationen i Angola. Det lyckades och många journalister reste till Luanda. Den 4 februari stormades centralfängelset São Paulo i Luanda av MPLA-anhängare. Syftet var att befria politiska fångar och erövra Luandas radio. Attacken misslyckades, sju poliser dödades och 40 upprorsmakare dödades. Nyheten spreds av alla journalister som befann sig i Luanda. Detta blev inledningen till det Angolanska självständighetskriget.

### Sambizanga
Både före och efter revolten hade den portugisiska hemliga polisen PIDE godtyckligt arresterat misstänkta upprorsledare, som hamnat i säkerhetspolisens hemliga fängelser.
Den angolanske författaren José Luandino Vieira har beskrivit händelserna som föregick den 4 februari 1961 i The Real Life of Domingos Xavier. Romanen blev filmatiserad 1972 och handlingen utspelar sig i fängelset i förorten Sambizanga.

#### Kända politiska fångar i Luanda (urval)
- António Jacinto, författare.[19]
- Agostinho Neto, senare president för MPLA och Angolas förste president.
- Henrique Abranches, författare och bildkonstnär, född i Lissabon.[20]
- José Luandino Vieira, författare, född i Portugal, växte upp i Luandas kåkstäder.[21]

### Slaget om Luanda
Den 25 april 1974 inträffade en militärkupp i Lissabon. Militären hade fått nog av det meningslösa kriget i Portugals afrikanska kolonier. Avtal om självständighet beslutade den 15 januari 1975 i den lilla staden Alvor i södra Portugal. Amiralen Rosa Coutinho anlände till Luanda i början av 1975 för att leda och en fyrparts-interimsregering tills val kunde hållas i oktober. Parterna var MPLA, FNLA, UNITA och Portugal. FNLA och UNITA bröt Alvoravtalet och utropade Nova Lisboa som Angolas huvudstad med stöd av Sydafrika. MPLA:s ledning hade anlänt till Luanda redan i november 1974. Agostinho Neto hade träffat Fidel Castro och fått löfte om militärt stöd. FNLA:s trupper befann sig i Nordöstra Angola och hade militärt stöd av president Mobutu i Kongo.

### Massaker i Luanda
Missnöjet med Angolas första regering under president Agostinho Neto hade vuxit under 1976. MPLA:s ledare hade styrt självständighetskriget från baser utanför Angola, medan närmare 80 000 angolaner hade dödats Ett inbördeskrig mellan MPLA och UNITA hade brutit ut med militärt och politiskt stöd av Kuba och Sydafrika. Den hatade hemliga polisen, PIDE under kolonialtiden hade uppstått i en ny skepnad för att skydda den nya staten.
Hösten 1976 deltog inrikesministern Nito Alves i Sovjetunionens kommunistiska partikongress som representant för MPLA.
Nito Alves blev ledare för ett folkuppror bland fattiga invånare i Luanda och den 27 maj 1977 inleddes en statskupp med stöd av det angolanska kommunistpartiet. Luandas radiostation ockuperades, fängelset attackerades och politiska fångar flydde. PIDE lyckades stoppa kuppförsöket med hjälp av kubanska trupper och ledarna dödades. Regeringen utfärdade order att alla inblandade och sympatisörer skulle tillfångatas och oskadliggöras vilket ledde till massaker på 10 000-tals angolaner.

### Begravning i Luanda

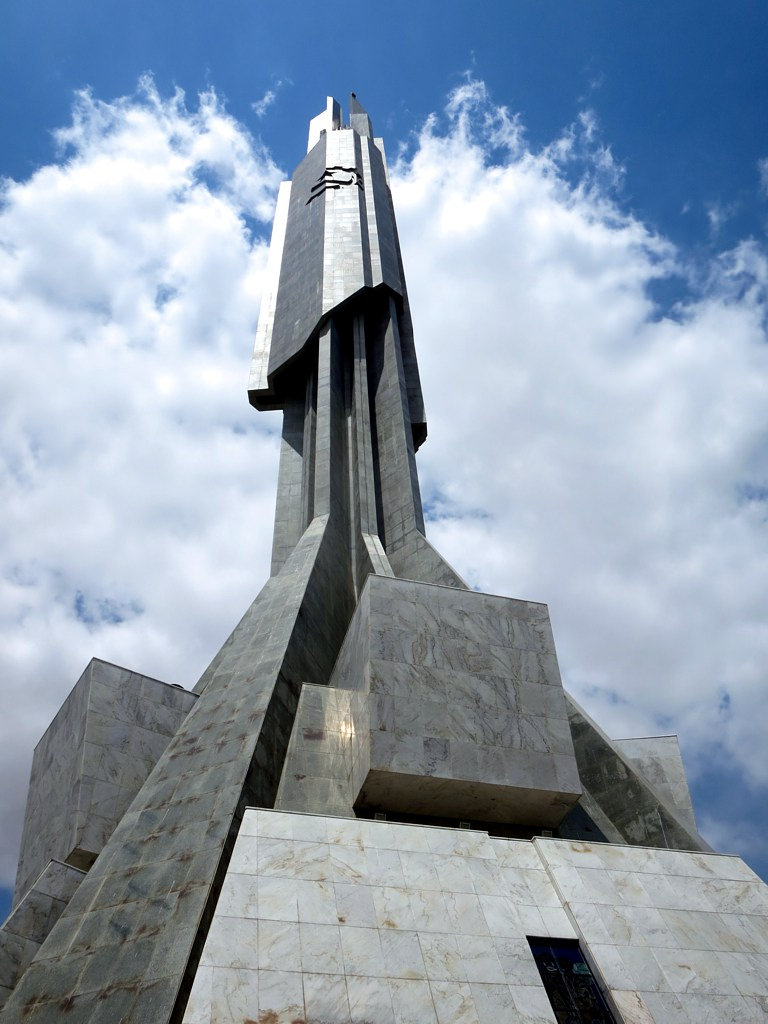
Memorial Antonio Agostinho Neto, 2012.

Agostinho Neto dog i cancer på ett sjukhus i Moskva den 10 september 1979. Kroppen fördes till Angola och en statsbegravning ägde rum i Luanda, i närvaro av de lusofonska presidenterna: Luís Cabral, Kap Verde, Samora Machel, Moçambique och andra afrikanska statschefer.
José Eduardo dos Santos efterträdde Neto och tog över ett Angola i brand. Inbördeskriget rasade i södra Angola och på landsbygden i öster. Luanda blev inte lika drabbat.